# Consistoris de Pius XI

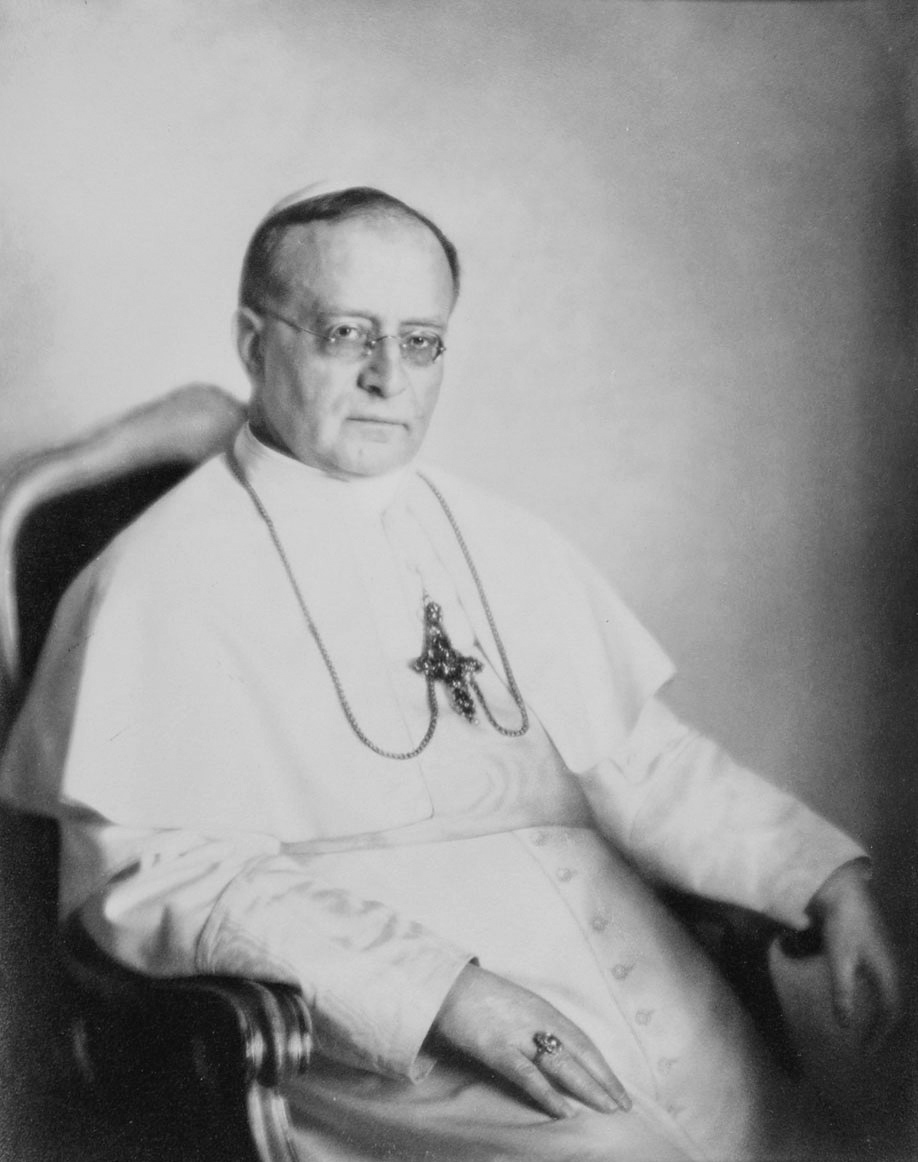
El Papa Pius XI

En setze anys, el papa Pius XI (r.  1922–1939) va crear 76 cardenals en 17 consistoris. Tot i que va crear 18 cardenals en un consistori el 1935, en general va crear molt pocs cardenals alhora, amb consistoris petits i freqüents, alguns d'ells amb menys de sis mesos de diferència. Va celebrar un consistori el 1929 per crear només un cardenal, i només en va crear dos en vuit ocasions.
Dels seus nomenaments al Col·legi de Cardenals, 43 eren italians. Semblava esforçar-se per mantenir un equilibri entre italians i no italians i dos dels seus consistoris van produir una divisió igual entre els dos grups, el març de 1924 i el desembre de 1927. Els no italians van formar la majoria del Col·legi durant diversos mesos el 1925 i de nou de 1928 a 1933. Aquest balanç reflectí les preocupacions sobre la independència de la Santa Seu i Itàlia durant el papat de Benet, i la seva nova relació establerta amb el Tractat del Laterà el 1929.
Durant el seu pontificat, el desembre de 1935, el Col·legi tenia 68 membres, dos menys que la mida màxima de 70 establerta pel papa Sixte V el 1586. El 1927, va acceptar la renúncia d'un cardenal, l'única que es va produir al segle xx. Entre els cardenals que va crear s'incloïa un futur papa, el papa Pius XII.

## 11 de desembre de 1922
Pius va crear vuit cardenals en el seu primer consistori, al qual van assistir sis d'ells. Reig, arquebisbe de Toledo, va rebre el seu capel vermell del rei d'Espanya, i Locatelli, nunci papal a Portugal, del president de la República Portuguesa. En el cas de Reig y Casanova, vidu, Pius va ignorar la norma establerta l'any 1585 pel papa Sixt V que no podia ser nomenat cardenal ningú que s'hagués casat. El pare Ehrle, un jesuïta que havia servit com a arxiver del Vaticà durant diversos anys, va declinar inicialment l'honor, però va cedir després d'una reunió privada amb Pius.
- Achille Locatelli, arquebisbe titular de Tessalònica, nunci apostòlic a Portugal; creat cardenal prevere de San Bernardo alle Terme (títol rebut el 25 de maig de 1923); mort el 5 d'abril de 1935;
- Giovanni Vincenzo Bonzano, arquebisbe titular de Melitene, delegat apostòlic als Estats Units; creat cardenal prevere de San Pancrazio fuori le mura; mort el 26 de novembre de 1927;
- Enrique Reig y Casanova, arquebisbe metropolità de Toledo; creat cardenal prevere de San Pietro a Montorio (títol rebut el 25 de maig de 1923); mort el 27 d'agost de 1927;
- Alexis-Armand Charost, arquebisbe metropolità de Rennes; creat cardenal prevere de Santa Maria della Vittoria; mort el 7 de novembre de 1930;
- Eugenio Tosi, O.Ss.C.A., arquebisbe metropolità de Milà; creat cardenal prevere dels Santi Silvestro e Martino ai Monti; mort el 7 de gener de 1929;
- Stanislas-Arthur-Xavier Touchet, bisbe d'Orleans; creat cardenal prevere de Santa Maria sopra Minerva; mort el 23 de setembre de 1926;
- Giuseppe Mori, secretari de la  S.C. del Concili; creat cardenal diaca de San Nicola a Carcere; mort el 30 de setembre de 1934;
- Franz Ehrle, S.I., teòleg davant del Pontifici Institut Bíblic; creat cardenal diaca de San Cesareo a Palatio; mort el 31 de març de 1934.

## 23 de maig de 1923
En el seu segon consistori, Pius XI només creà dos cardenals: 
- Giovanni Battista Nasalli Rocca de Corneliano, arquebisbe metropolità de Bolonya; creat cardenal prevere de Santa Maria a Traspontina; mort el 13 de març de 1952;
- Luigi Sincero, assessor de la S.C. Consistorial i secretari del Sacre Col·legi; creat cardenal diaca de San Giorgio a Velabro; mort el 7 de febrer de 1936.

## 20 de desembre de 1923
En el seu tercer consistori, el Papa va crear dos cardenals: 
- Evaristo Lucidi, secretari de la Suprem Tribunal de la Signatura Apostòlica; creat cardenal diaca de Sant'Adriano al Foro; mort el 31 de març de 1929;
- Aurelio Galli, secretari pels Breus als Principis; creat cardenal diaca de Sant'Angelo a Pescheria; mort el 26 de març de 1929.

## 24 de març de 1924
En aquest consistori, ambdós cardenals creats eren estatunidencs: 
- George William Mundelein, arquebisbe metropolità de Chicago, creat cardenal prevere de Santa Maria del Popolo; mort el 2 d'octubre de 1939;
- Patrick Joseph Hayes, arquebisbe metropolità de Nova York, creat cardenal prevere de Santa Maria a Via; mort el 4 de setembre de 1938.

## 30 de març de 1925
En aquest consistori, ambdós cardenals creats eren espanyols: 
- Eustaquio Ilundáin y Esteban, arquebisbe metropolità de Sevilla, creat cardenal prevere de San Lorenzo a Panisperna (títol rebut el 17 de desembre de 1925); mort el 10 d'agost de 1937;
- Vicente Casanova y Marzol, arquebisbe metropolità de Granada,creat cardenal prevere dels Santi Vitale, Valeria, Gervasio e Protasio (títol rebut el 17 de desembre); mort el 23 d'octubre de 1930

## 14 de desembre de 1925
En aquest consistori, el Papa va crear quatre nous cardenals: 
- Bonaventura Cerretti, arquebisbe titular de Corint, nunci apostòlic a França; creat cardenal prevere de Santa Cecilia (títol rebut el 24 de juny de 1926); mort el 8 de maig de 1933;
- Enrico Gasparri, arquebisbe titular de Sebastea, nunci apostòlic al Brasil; creat cardenal prevere de San Bartolomeo all'Isola; mort el 20 de maig de 1946;
- Patrick Joseph O'Donnell, arquebisbe metropolità d'Armagh; creat cardenal prevere de Santa Maria della Pace; mort el 22 d'octubre de 1927;
- Alessandro Verde, secretari de la  S.C. dels Ritus; creat cardenal diaca de Santa Maria a Cosmedin; mort el 29 de març de 1958.

## 21 de juny de 1926
El papa Pius creà 2 nous cardenals en aquest consistori, ambdós funcionaris de la cúria.
- Luigi Capotosti, arquebisbat (títol personal) titular de Terme, secretari de la  S.C. per la Disciplina dels Sacraments; creat cardenal prevere de San Pietro a Vincoli; mort el 16 de febrer de 1938;
- Carlo Perosi, assessor de la S.C. del Sant Ofici; creat cardenal diaca de Sant'Eustachio; mort el 22 de febrer de 1930.

## 20 de desembre de 1926
El 6 de desembre de 1926, Pius anuncià que crearia dos nous cardenals a un consistori el 20 de desembre. Ambdós eren italians, un era el bisbe de Torí i l'altre era un nunci papal.
- Lorenzo Lauri, arquebisbe titular d'Èfes, nunci apostòlic a Polònia; cardenal prevere de San Pancrazio fuori le mura (títol rebut el 23 de juny de 1927); mort el 8 d'octubre de 1941;
- Giuseppe Gamba, arquebisbe metropolità de Torí; creat cardenal prevere de Santa Maria sopra Minerva; mort el 26 de desembre de 1929.

## 20 de juny de 1927
El 2 de maig de 1927, Pius anuncià que crearia dos cardenals més en un consistori a celebrar el 20 de juny. Ambdós eren arquebisbes, un belga i l'altre polonès.
- Jozef-Ernest Van Roey, arquebisbe metropolità de Malines (Mechelen); creat cardenal prevere de Santa Maria a Ara Coeli; mort el 6 d'agost de 1961;
- August Hlond, S.D.B., arquebisbe metropolità de Gniezno-Poznan; creat cardenal prevere de Santa Maria della Pace (títol rebut el 22 de desembre de 1927); mort el 22 d'octubre de 1948.

## 19 de desembre de 1927
En aquest consistori Pius anuncià que havia acceptat la dimissió del teòleg jesuïta francès Louis Billot del Col·legi de Cardenals,  com informà al setembre. Va ser la única dimissió del Col·legi durant el segle xx.  Pius X l'havia creat cardenal el 1911.
Amb la creació de 5 cardenals no italians en aquest consistori, el Sacre Col·legi tornà a assolir un equilibri numèric de 33 italians i 33 no italians..
- Alexis-Henri-Marie Lépicier, O.S.M., arquebisbe titular de Tars, llegat pontifici a Abissínia i Eritrea; creat cardenal prevere de Santa Susanna; mort el 20 de maig de 1936;
- Félix-Raymond-Marie Rouleau, O.P., arquebisbe metropolità de Quebec; creat cardenal prevere de San Pietro a Montorio; mort el 31 de maig de 1931;
- Pedro Segura y Sáenz, arquebisbe metropolità de Toledo; creat cardenal prevere de Santa Maria a Trastevere (títol rebut el 28 d'octubre de 1929); mort el 8 d'abril de 1957;
- Charles-Henri-Joseph Binet, arquebisbe metropolità de Besançon; creat cardenal prevere de Santa Prisca; mort el 15 de juliol de 1936;
- Jusztinián György Serédi, O.S.B., arquebisbe metropolità de Esztergom; creat cardenal prevere dels Santi Andrea e Gregorio al Monte Celio; mort el 29 de març de 1945.

## 15 de juliol de 1929
Les morts de diversos italians alteraren l'equilibri al Col·legi el 31 de març de 1929 a 26 italians contra 33 no italians. Es rumorejà que Pius nominaria més no-italians un cop la Santa Seu arribés  aun acord amb el govern italià sobre l'estatus legal de l'estat de la Ciutat del Vaticà. Pius nomenà Alfredo Schuster, un italià d'ascendència germano-suïssa, arquebisbe de Milà i el va fer cardenal.
- Alfredo Ildefonso Schuster, O.S.B.Cas., arquebisbe metropolità de Milà; creat cardenal prevere dels Santi Silvestro e Martino ai Monti; mort el 30 d'agost de 1954; beatificat el 1996.

## 16 de desembre de 1929
Avançant-se a aquest consistori, Arnaldo Coresi, corresponsal del New York Times, especulà que si Pius restauraria una majoria italiana al Col·legi de Cardenals com a deferència a les sensibilitats italianes després de la ratificació del Tractat del Laterà entre Itàlia i la Santa Seu, signats poc abans aquell any, i que la creació d'un papa no-italià podria destorbar. L'argument contrari va ser que crear una majoria no-italiana al Col·legi demostraria la independència papal i allunyaria els temors que el tractat donaria a Itàlia influència sobre els afers de l'Església.  Pius dividí aquest nomenaments: tres eren italians, un francès, un irlandès i un portuguès. El consistori deixà els italians en minoria, amb només 30 dels 63 membres.
- Manuel Gonçalves Cerejeira, patriarca de Lisboa; creat cardenal prevere dels Santi Marcellino e Pietro, mort el 2 d'agost de 1977;
- Eugenio Pacelli, arquebisbe titular de Sardi, nunci apostòlic a Alemanya; cardenal prevere dels Santi Giovanni e Paolo; posteriorment elegit papa amb el nom de Pius XII el 2 de març de 1939; mort el 9 d'octubre de 1958;
- Luigi Lavitrano, arquebisbe metropolità de Palerm; creat cardenal prevere de San Silvestro a Capite; mort el 2 d'agost de 1950;
- Carlo Dalmazio Minoretti, arquebisbe metropolità de Gènova; creat cardenal prevere de Sant'Eusebio; mort el 13 de març de 1938;
- Joseph MacRory, arquebisbe metropolità d'Armagh, creat cardenal prevere de San Giovanni a Porta Latina; mort el 13 d'octubre de 1945;
- Jean Verdier, P.S.S., arquebisbe metropolità de París; creat cardenal prevere de Santa Balbina; mort el 9 d'abril de 1940.

## 30 de juny de 1930
En aquest consistori Pius creà 3 funcionaris de la Cúria, un arquebisbe brasiler i un bisbe francès com a cardenals. Deixà el Sacre Col·legi en un equilibri de 31 italians i 32 no italians.
- Sebastião Leme da Silveira Cintra, arquebisbe metropolità de São Sebastião do Rio de Janeiro; creat cardenal prevere dels Santi Bonifacio e Alessio; mort el 17 d'octubre de 1942;
- Francesco Marchetti Selvaggiani, arquebisbe titular de Seleucia de Isauria, secretari de la  S.C. de Propaganda Fide; cardenal prevere de Santa Maria Nuova; mort el 13 de gener de 1951;
- Raffaele Carlo Rossi, O.C.D., arquebisbe titular de Tessalònica, assessor de la S. C. Concistorial i secretari del Sacre Col·legi; creat cardenal prevere de Santa Prassede; mort el 17 de setembre de 1948;
- Giulio Serafini, bisbe titular de Lampsaco, secretari de la  S.C. del Concili; creat cardenal prevere de Santa Maria sopra Minerva; mort el 16 de juliol de 1938;
- Achille Liénart, bisbe de Lilla; creat cardenal prevere de San Sisto; mort el 15 de febrer de 1973.

## 13 de març de 1933
Després de crear cardenals en 13 consistoris en menys de 8 anys, Pius va esperar molt abans de celebrar un nou consistori el març de 1933, més de dos anys i 8 mesos. No obstant els membres del Sacre Col·legi van passar de 52 a 58 en nomenar 6 cardenals: 4 italians, 1 austríac i 1 canadenc. Això donà als italians una majoria al Col·legi per primer cop en diversos anys. Pius, a més, anuncià que estava creant dos prelats com a cardenals, però sense dir els seus noms, de manera que la premsa especulà que això volia dir que eren massa importants en els seus càrrecs actuals per ser traslladats a llocs que normalment ocupava un cardenal.
Els noms d'aquests dos cardenals in pectore seria fet públic en el consistori del 16 de desembre de 1935:
- Angelo Maria Dolci, arquebisbe titular de Gerapoli de Siria, nunci apostòlic a Romania; creat cardenal prevere de Santa Maria della Vittoria; mort el 13 de setembre de 1939;
- Pietro Fumasoni Biondi, arquebisbe titular de Doclea, delegat apostòlic als Estats Units; creat cardenal prevere de Santa Croce a Gerusalemme; mort el 12 de juliol de 1960;
- Maurilio Fossati, O.Ss.G.C.N., arquebisbe metropolità de Torí; creat cardenal prevere de San Marcello; mort el 30 de març de 1965;
- Jean-Marie-Rodrigue Villeneuve, O.M.I., Arquebisbe metropolità de Quebec; creat cardenal prevere de Santa Maria degli Angeli; mort el 17 de gener de 1947;
- Elia Dalla Costa, arquebisbe metropolità de Florència; creat cardenal prevere de San Marco; mort el 22 de desembre de 1961;
- Theodor Innitzer, arquebisbe metropolità de Viena; creat cardenal prevere de San Crisogono; mort el 9 d'octubre de 1955.

Cardenals in pectore
- Federico Tedeschini, arquebisbe titular de Lepanto, nunci apostòlic a Espanya; creat cardenal prevere de Santa Maria della Vittoria (títol rebut el 18 de juny de 1936); mort el 2 de novembre de 1959;[24][25]
- Carlo Salotti, arquebisbe titular de Filippopoli de Tracia, secretari de la  S.C. de Propaganda Fide; creat cardenal prevere de San Bartolomeo all'Isola; mort el 24 d'octubre de 1947.[24]

## 16 de desembre de 1935
El 21 de novembre de 1935, el Papa Pius nomenà el 18 prelats que planejava fer cardenals en un consistori el 16 de desembre. Tretze eren italians i cinc provenien d'altres països. Un d'ells va ser el primer patriarca de ritus oriental que ingressà al Sacre Col·legi d'ençà 1895. Va ser el primer consistori en que es crearen tants cardenals, d'ençà que Pius X també en creés 18 al consistori del 27 de novembre de 1911.   Pius també fer públic els noms dels dos que havia afegit secretament el 1933.  Quatre dels nous cardenals, nuncis pontificis, no van poder assistir a la cerimònia, participaren a la següent recepció dels nous cardenals el juny de 1936.
Com era tradicional amb el Nunci Apostòlic a Espanya, Tedeschini va ser creat in pectore en el consistori anterior, rebé el seu capell vermell de mans del President espanyol Alcalá Zamora, cap "d'una de les nacions oficialment més anti-clericals del món". Amb aquest consistori, el Col·legi va créixer a 68 membres, 37 dels quals eren italians..
- Ignace Gabriel I Tappouni, Patriarca de Antioquia dels Sirians; creat cardenal prevere dels Santi XII Apostoli; mort el 29 de gener de 1968;
- Enrico Sibilia, arquebisbe titular de Side, nunci apostòlic a Austria; creat cardenal prevere de Santa Maria Nuova (títol rebut el 18 de juny de 1936); mort el 4 d'agost de 1948;
- Francesco Marmaggi, arquebisbe titular d'Adrianopoli de Emimonto, nunci apostòlic a Polònia; creat cardenal prevere de Santa Cecilia; mort el 3 de novembre de 1949;
- Luigi Maglione, arquebisbe titular de Cesarea de Palestina, nunci apostòlic a França; cardenal prevere de Santa Pudenziana (títol rebut el 18 de juny de 1936); mort el 22 d'agost de 1944;
- Carlo Cremonesi, arquebisbe titular de Nicomedia, almoiner apostòlic; creat cardenal prevere de San Lorenzo a Lucina; mort el 25 de novembre de 1943;
- Alfred-Henri-Marie Baudrillart, C.Orat., arquebisbe titular de Melitene, ausiliar de París; creat cardenal prevere de San Bernardo alle Terme; mort el 19 de maig de 1942;
- Emmanuel Célestin Suhard, arquebisbe metropolità de Reims; creat cardenal prevere de Sant'Onofrio; mort el 30 de maig de 1949;
- Karel Boromejský Kašpar, Arquebisbe metropolità de Praga; creat cardenal prevere dels Santi Vitale, Valeria, Gervasio e Protasio; mort el 21 d'abril de 1941;
- Santiago Luis Copello, arquebisbe metropolità de Buenos Aires; creat cardenal prevere de San Girolamo dels Croati; mort el 9 de febrer de 1967;
- Isidre Gomà i Tomàs, arquebisbe metropolità de Toledo; creat cardenal prevere de San Pietro a Montorio; mort el 22 d'agost de 1940;
- Camillo Caccia Dominioni, Mestre de Cambra de la Cort Pontifícia; creat cardenal diaca de Santa Maria a Domnica; mort el 12 de novembre de 1946;
- Nicola Canali, assessor de la S.C. del Sant'Uffizio; creat cardenal diaca de San Nicola a Carcere; mort el 3 d'agost de 1961;
- Domenico Jorio, secretari de la  S.C. per la Disciplina dels Sagraments; creat cardenal diaca de Sant'Apollinare alle Terme Neroniane-Alessandrine; mort el 21 d'octubre de 1954;
- Vincenzo Lapuma, secretari de la  S.C. pels religiosos; creat cardenal diaca dels Santi Cosma e Damiano; mort el 4 de novembre de 1943;
- Federico Cattani Amadori, secretari del Suprem Tribunal de la Signatura Apostòlica; creat cardenal diaca de Santa Maria a Aquiro; mort el 11 d'abril de 1943;
- Massimo Massimi, degà de la Sacra Rota Romana; creat cardenal diaca de Santa Maria a Portico Campitelli; mort el 6 de març de 1954;
- Domenico Mariani, secretari de l'Administració Patrimoni de la Seu Apostòlica; creat cardenal diaca de San Cesareo a Palatio; mort el 23 d'abril de 1939;
- Pietro Boetto, S.I., consultor de la S.C. pels religiosos; creat cardenal diaca de Sant'Angelo a Pescheria; mort el 31 de gener de 1946.

## 15 de juny de 1936
Els dos nous cardenals havien passat anys a diversos càrrec de la Biblioteca Vaticana, on el mateix Pius havia treballat a l'inici de la seva carrera.
Furono creati solo due cardinali:
- Giovanni Mercati, prefecte de la Biblioteca apostòlica vaticana; creat cardenal diaca de San Giorgio a Velabro; mort el 23 d'agost de 1957;
- Eugène-Gabriel-Gervais-Laurent Tisserant, ja pro-prefecte de la Biblioteca apostòlica vaticana; cardenal diaca dels Santi Vito, Modesto e Crescenzia; mort el 21 de febrer de 1972.

## 13 de desembre de 1937
La salut de Pius era tan feble que el 21 de desembre de 1936 la revista estatunidenca Life publicà la imatge dels 66 cardenals vius amb  l'avís: "No tinguin en compte els no-italians i els ancians; a algun lloc entre els altres es troba la cara del nou Papa". Un any més tard, Pius va recordar als reunits en un consistori celebrat el 2 de desembre de 1937 que aquell ben podria ser el darrer.  Amb el nomenament de 3 italians i 2 no-italians, Pius va augmentar el nombre d'italians a 39 dels 60 membres del Col·legi de Cardenals.
- Adeodato Giovanni Piazza, O.C.D., Patriarca de Venècia, creat cardenal prevere de Santa Prisca; mort el 30 de novembre de 1957;
- Ermenegildo Pellegrinetti, arquebisbe titular d'Adana, nunci apostòlic a Iugoslàvia; creat cardenal prevere de San Lorenzo a Panisperna, mort el 29 de març de 1943;
- Arthur Hinsley, arquebisbe metropolità de Westminster; creat cardenal prevere de Santa Susanna; mort el 17 de març de 1943;
- Giuseppe Pizzardo, arquebisbe titular de Nicea, secretari de la  S.C. pels afers eclesiàstics extraordinaris; cardenal prevere de Santa Maria a Via Lata; mort el 1º d'agost de 1970;
- Pierre-Marie Gerlier, arquebisbe metropolità de Lió; creat cardenal prevere della Santissima Trinità al Monte Pincio; mort el 17 de gener de 1965.